# 勝村務
勝村 務（かつむら つとむ、1968年8月30日 - ）は、日本の経済学者。北星学園大学教授。北星学園大学経済学部長。

## 略歴
筑波大学附属小・中・高等学校から東京大学経済学部を卒業し、東京大学大学院経済学研究科第二種博士課程単位取得満期退学。

## 単著書・共編著書
- 単著『マルクス経済学の論点 ー岐路に立つ世界を読むためにー』（社会評論社、2023年）[1][3]
- 勝村務・小幡道昭教授退職記念誌刊行会 編『経済原論研究への誘い 小幡理論をめぐって』（響文社, 2016年）[1][3]
- 勝村務・中村宗之 編『貨幣と金融 歴史的転換期における理論と分析』（社会評論社, 2013年）[1][3]

## その他
- 認定NPO法人エク・プロジェクト理事長（弦楽四重奏団クァルテット・エクセルシオの活動母体）[1][3][4]
- 日本小学生バレーボール連盟競技委員[1][3]
- 経済理論学会事務局長[2][5]